# Oryx Douala

Oryx Douala é um clube da cidade de Douala, no Camarões, o clube obteve a maior parte de seu sucesso na década de 1960, vencendo o Campeonato Africano dos Campeões em 1964 batendo o Stade Malien em um placar de 2 a 1 na decisão, e assim tornando-se o primeiro clube de futebol de Camarões a conquistar o título. O Oryx Douala também venceu cinco vezes a MTN Elite One e três vezes a Taça de Camarões, a maioria destas conquistas vieram na década de 1960. O Oryx Douala foi fundado em abril de 1907.

## Títulos
- Campeonato Camaronês de Futebol: 5

1961, 1963, 1964, 1965, 1967
- Taça de Camarões: 4

1956, 1963, 1968, 1970
- Liga dos Campeões da CAF: 1

1964 

## Campanhas de destaque em torneios daCAF
- Liga dos Campeões da CAF: 3 participações

Liga dos Campeões da CAF de 1964: Campeão
Liga dos Campeões da CAF de 1966: Semi-finalista
Liga dos Campeões da CAF de 1968: Chegou até as quartas-de-final
Liga dos Campeões da CAF de 1970

## Referencias
1. ↑  Goldblatt, David (2008). The ball is round: a global history of soccer. [S.l.]: Penguin. ISBN 1-59448-296-9

## Ligação Externas
Sitio Oficial